# Большекирсановское сельское поселение
Большекирсановское сельское поселение — муниципальное образование в Матвеево-Курганском районе Ростовской области. 
Административный центр поселения — хутор Большая Кирсановка.

## Административное устройство
В состав Большекирсановского сельского поселения входят:
- хутор Большая Кирсановка,
- хутор Иваново-Ясиновка,
- хутор Криничный,
- село Кульбаково,
- хутор Кучеровка,
- хутор Петрополье,
- хутор Подгорный.

## Население
| 2010  | 2012  | 2013  | 2014  | 2015  | 2016  | 2017  |
| ----- | ----- | ----- | ----- | ----- | ----- | ----- |
| 2103  | ↘2027 | ↘1991 | ↘1976 | ↘1958 | ↗1967 | ↘1964 |
| 2018  | 2019  | 2020  | 2021  |       |       |       |
| ↘1927 | ↘1887 | ↘1869 | ↘1819 |       |       |       |